# Marginella minuscula
Marginella minuscula là một loài ốc biển, là động vật thân mềm chân bụng sống ở biển trong họ Marginellidae, họ ốc mép.

## Tham khảo

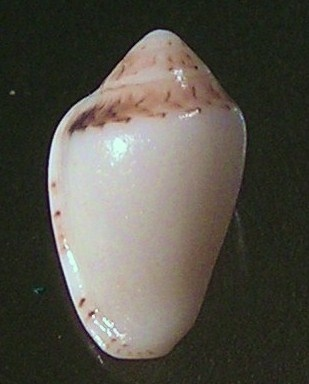
abapertural view
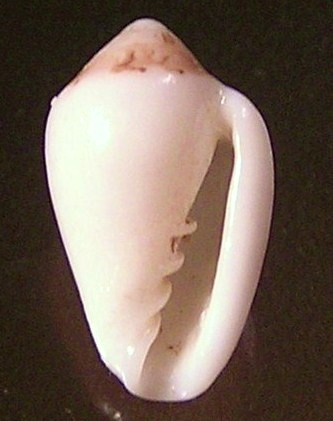
apertural view